# Gmach Sądu Okręgowego w Łodzi
Gmach Sądu Okręgowego w Łodzi – budynek zlokalizowany przy placu Dąbrowskiego 5 w Łodzi będący siedzibą Sądu Okręgowego.

## Historia
Przed powstaniem gmachu dostrzegalny był w Łodzi deficyt przestrzeni, która mogłaby być przeznaczona na umiejscowienie instytucji Sądu Okręgowego. Spowodowane to było faktem, iż w okresie zaborów władze sądowe miały swoją siedzibę w Piotrkowie Trybunalskim. Dopiero odzyskanie niepodległości przez Polskę przyniosło przeniesienie władzy sądowniczej do Łodzi ze względu na fakt, iż ta została ona nową stolicą województwa. Pierwsza siedziba Sądu Okręgowego w Łodzi mieściła się przy ul. Żeromskiego 115 (dawn. ul. Pańska) w budynku Państwowej Szkoły Włókienniczej. W latach 20. XX w. zlecono projekt nowego gmachy sądu architektowi powiatowemu – Józefowi Kabanowi. Pierwszy pomysł wg jego wykonania powstał w 1925 r. i obejmował kompleks zabudowy łączący ze sobą zarówno Sąd Okręgowy, Hipotekę oraz Sądy Grodzkie. W 1927 r. projekt uległ zmianie co było spowodowane poszukiwaniem oszczędności. Zmniejszono projektowaną kubaturę zabudowań, zachowując dotychczasowe instytucje oraz projektując również budynek mieszkalny dla prezesa sądu, prokuratora oraz intendenta. Z planów poprzestano jedynie na realizacji gmachu sądu Okręgowego wraz z mieszkaniami, które powstały w 1930 r. Działalność sądu została zawieszona na okres II wojny światowej. Później budynek funkcjonował jako Sąd Wojewódzki, a następnie znowu jako Sąd Okręgowy. 19 listopada 2010 r. otwarto na sąsiedniej działce drugi gmach sądu, mieszczący 22 sale rozpraw i mieszczący zarówno Sąd Okręgowy jak i Sąd Apelacyjny.

## Architektura
Elewacja budynku od strony placu Dąbrowskiego charakteryzuje się podziałem na trzy części. Centralna część obejmuje główne wejście wraz z główną salą sądową. Podkreślona jest ryzalitem oraz attyką zdobioną reliefem przedstawiającym Sąd Temidy, podtrzymywaną przez pilastry o palmowych kapitelach. Części boczne gmachu obejmują pozostałe sale sądowe. Ich elewacje są gładkie, ich attyki zdobione są emblematami lasek liktorskich. Elewacja od strony ul. Narutowicza tworzy 3 części połączone arkadami. Na terenie posesji powstał również budynek mieszkalny dla prezesa sądu, prokuratora oraz intendenta. Za całość koncepcji architektonicznej gmachu, w tym również wewnętrznego wystroju, odpowiadał architekt Józef Kaban. Budynek jest przedstawicielem modernizmu międzywojennego, opartego na motywach klasycznych.